# Rákoš (district de Revúca)
Rákoš (hongrois : Gömörrákos) est un village de Slovaquie situé dans la région de Banská Bystrica.

## Histoire
La première mention écrite du village date de 1318.

## Démographie

### Évolution de la population
| Année:               | 1994. | 2004.   | 2014.   | 2024.   |
| -------------------- | ----- | ------- | ------- | ------- |
| Nombre de personnes: | 382   | 413     | 428     | 402     |
| Différence:          |       | +8,11 % | +3,63 % | -6,07 % |

| Année:               | 2023. | 2024.   |
| -------------------- | ----- | ------- |
| Nombre de personnes: | 405   | 402     |
| Différence:          |       | -0,74 % |